# Västerländsk kultur
Västerländsk kultur (engelska Western Culture) är den kultur som uppstod i västvärlden i modern tid. Man kan säga att den västerländska kulturen är intimt sammankopplad med kristen religion (framförallt den västliga kristendomen). Ibland räknas även Östeuropa och Ryssland som tillhörande den västerländska kulturkretsen. Men det står klart att hela världen mer eller mindre har påverkats av västerländsk kultur. Dikotomin mellan västerländskt och österländskt är längsamt på väg att ersättas av en "global" kultur som kan stå i motsättning till lokala kulturer. [källa behövs]
Japan räknas officiellt tillhöra den österländska kulturkretsen, men under modern tid har Japan kommit att allt mer närma sig den västliga världen. Japan har en stark ekonomisk makt och har utvidgat sin dominans bland den övriga industrialiserade (väst) världen. Japan har blivit en ledande "västerländsk" industrination. Japanska bilar och andra maskiner har blivit uppskattade i många västerländska samhällen.
Uppdelning mellan västerländskt och icke-västerländskt är i sig en västerländskt föreställning. Ursprungligen betecknade den en markering mellan västlig och östlig kristendom, samt den islamiska världen i Mellanöstern.